# Gordon Davidson
Gordon Davidson (New York, 7 maggio 1933 – Los Angeles, 2 ottobre 2016) è stato un regista statunitense.

## Biografia
Gordon Davidson nacque a Brooklyn e studiò ingegneria elettrica all'Università Cornell, laureandosi nel 1956. Successivamente ottenne la laurea magistrale in teatro alla Case Western Reserve University nel 1957. Nel 1963 si trasferì a Los Angeles e cominciò a dirigere il gruppo teatrale della UCLA; quattro anni più tardi divenne direttore artistico del Mark Taper Forum, che inaugurò con un allestimento de I diavoli di John Whiting.
Nel corso della sua carriera diresse oltre quaranta drammi, tra cui Figli di un dio minore nel 1982 e Prima dell'ombra a Broaway nel 1977, che gli valse il Tony Award alla miglior regia di un'opera teatrale. Sotto la sua direzione artistica il Mark Taper Forum vinse il Tony Award per il miglior teatro regionale. Nel corso della sua carriera è stato candidato a sedici Tony Award come regista e produttore.
Fu sposato con Judith Swiller dal 1959 alla morte e la coppia ebbe due figli: Rachel Davidson Janger ed Adam Davidson.

## Filmografia parziale

### Regista
- Visions – serie TV, 1 episodio (1980)

### Attore
- Will & Grace – serie TV, 1 episodio (2003)